# Roberto Baronio
Roberto Baronio (ur. 11 grudnia 1977 w Manerbio) – włoski piłkarz występujący na pozycji środkowego pomocnika. 

## Kariera klubowa
Roberto Baronio zawodową karierę rozpoczął w 1994 w Brescii Calcio. Na początku pełnił tam rolę rezerwowego, jednak już w drugim sezonie występów zdołał wywalczyć sobie miejsce w podstawowej jedenastce. Wówczas wystąpił w 28 meczach Serie B i strzelił jednego gola. Zainteresowało się nim rzymskie S.S. Lazio, do którego Baronio trafił latem 1996, kiedy to Włoch miał niespełna 20 lat. Na Stadio Olimpico rozegrał piętnaście spotkań, po czym działacze ekipy „Biancocelestich” zdecydowali się wypożyczyć go do Vicenzy. Tam jednak większą część sezonu pomocnik ten spędził na ławce i barwy popularnych „Biancorossich” reprezentował tylko w trzynastu pojedynkach. Po powrocie do Lazio wystąpił w rozgrywkach Pucharu Zdobywców Pucharów i tym samym zaliczył swój debiut w europejskich pucharach.
Sezon 1999/2000 Baronio spędził na wypożyczeniu w Regginie. Był tam podstawowym zawodnikiem i razem z „Amarantowymi” zajął jedenastą lokatę w tabeli Serie A. Po zakończeniu rozgrywek włoski pomocnik znów powrócił do Lazio, gdzie po raz pierwszy w swojej karierze zagrał w Lidze Mistrzów. W letnim okienku transferowym 2001 Baronio podpisał kontrakt z Fiorentiną, z którą grał w Serie A i Pucharze UEFA. „Fioletowi” z powodu ogromnych problemów finansowych zostali zdegradowani do Serie C2, a większość zawodników opuściło Stadio Artemio Franchi. Wśród nich był również Roberto, który przeniósł się do Perugii. W jedenastce „Grifoni” nie było jednak miejsca dla Włocha, który po zakończeniu sezonu odszedł do Chievo, gdzie mógł liczyć na częstsze występy.
Następnie Baronio po raz drugi w karierze trafił do S.S. Lazio, skąd został wypożyczony do Udinese Calcio, w barwach którego rozegrał dziesięć meczów w lidze i cztery w Pucharze UEFA. W sezonie 2006/2007 Lazio włoski zawodnik wystąpił tylko w jedenastu spotkaniach Lazio, a rok później dostał szansę gry w Lidze Mistrzów, w której ostatni raz pojawił się jeszcze w 2001. 1 września 2008 Barono został wypożyczony do drugoligowej Brescii Calcio. Po zakończeniu rozgrywek powrócił do Lazio. Po sezonie 2009/2010 kontrakt Baronio z Lazio wygasł i Włoch został wolnym zawodnikiem.

## Kariera reprezentacyjna
Baronio ma za sobą występy w młodzieżowych reprezentacjach Włoch. Razem z drużyną do lat 21 wystąpił między innymi na Mistrzostwach Europy 2000, które zakończyły się zwycięstwem zespołu „Azzurrini”. W seniorskiej kadrze Baronio zadebiutował 11 czerwca 2005 w zremisowanym 1:1 spotkaniu przeciwko Ekwadorowi. Jak się później okazało był to jedyny występ wychowanka Brescii w drużynie narodowej. Baronio był również uczestnikiem Igrzysk Olimpijskich w Sydney, jednak nie zagrał na nich w żadnym meczu.